# Acrochordonichthys septentrionalis
Acrochordonichthys septentrionalis — вид риб з роду Acrochordonichthys родини Akysidae ряду сомоподібні. Видова назва походить від латинського слова septentrionalis, тобто «північний». Інша назва «Меклонзький хамелеоновий сом».

## Опис
Загальна довжина сягає 10,1 см. Голова висока. Очі маленькі. Є 4 пари короткуватих вусів. Має 4 зябрових промені. Тулуб подовжений. Скелет складається з 40 хребців. У спинному плавці є 1 колючий і 5 м'яких променів, в анальному — 8—10 м'яких променів. Жировий плавець невеличкий, з'єднаний зі спинним низьким гребенем. Грудні плавці видовжені. У самців статевий сосочок гострокінечні, довгі і тонкі. Хвостовий плавець помірно широкий, з невеличкою виїмкою.
Тіло кремового або пісочного кольору з дрібними рідкісними цятками на голові і тулубі.

## Спосіб життя
Є демерсальною рибою. Воліє до прісної й чистої води. Зустрічається в середніх річках зі швидкою течією на кам'янистих ґрунтах. Вдень ховається під камінням. Активна вночі. Живиться ракоподібними і донними організмами.

## Розповсюдження
Мешкає у водоймах Малаккського півострова (річка Паханг) і західного Таїланду (річка Меклонг).